# Madougou
Madougou is een gemeente (commune) in de regio Mopti in Mali. De gemeente telt 29.000 inwoners (2009).